# 于右任官邸
于右任官邸位於重慶市南岸區黃桷埡鐵路療養院內，文物遺址年代為1940年-1945年，2009年12月15日列為第二批重慶市文物保護單位。